# Gladbach (Neuwied)

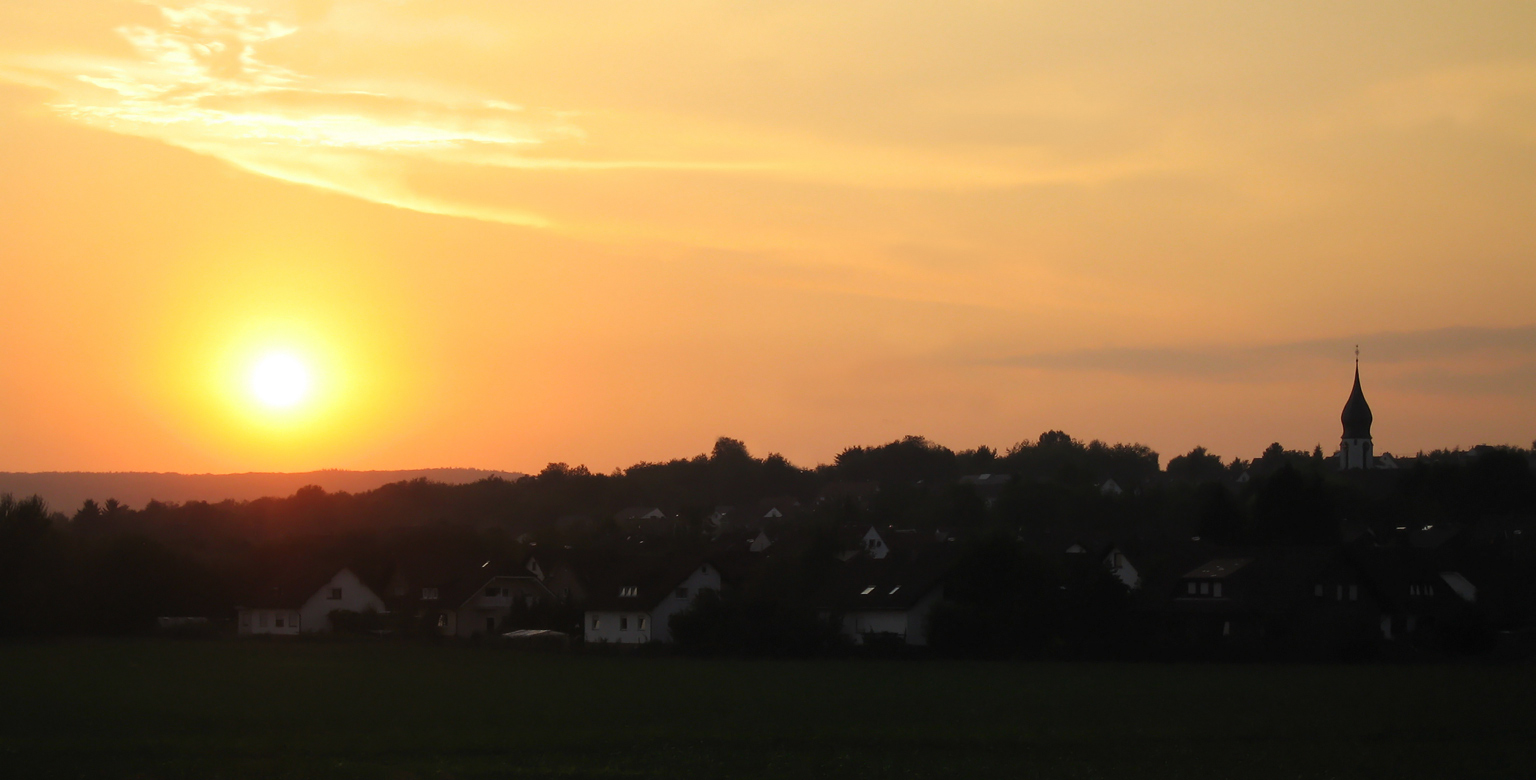
Gladbach bei Sonnenuntergang

Gladbach ist ein Stadtteil und ein Ortsbezirk von Neuwied in Rheinland-Pfalz. Bis zur Eingemeindung in die Stadt Neuwied am 7. November 1970 war Gladbach eine eigenständige Gemeinde.

## Geographie
Gladbach liegt südöstlich des Stadtteils Oberbieber. Weiter südöstlich von Gladbach liegt der Stadtteil Heimbach-Weis, im Süden der Stadtteil Block. Die eigentliche Stadt Neuwied liegt südwestlich. Im Norden von Gladbach beginnen die Anhöhen des Unteren Westerwaldes. Gladbach liegt im Naturpark Rhein-Westerwald.
Zum Stadtteil gehört auch der Wohnplatz Alteck.

## Geschichte
Der Name des Stadtteils rührt von dem Bach, welcher durch den Ort fließt – aus glänzender Bach entstand im Laufe der Zeit der Name Gladbach. Das Dorf wurde erstmals im Jahre 1098 urkundlich erwähnt, als Kaiser Heinrich IV. dem Stift St. Simeon in Trier seinen Besitz bestätigte.
Westlich des Ortes wurden in den 1930er Jahren Reste einer frühmittelalterlichen Siedlung mit mehreren Bestattungsplätzen ausgegraben.

## Gemeinde Gladbach
Gladbach gehörte bis 1803 zum Amt Heimbach im Kurfürstentum Trier, dann zu Nassau-Weilburg, kam 1806 zum Herzogtum Nassau und 1815 zum Königreich Preußen. Unter der preußischen Verwaltung wurde Gladbach eine Gemeinde im Kreis Neuwied, der zum Regierungsbezirk Koblenz und von 1822 an zur Rheinprovinz gehörte und von der Bürgermeisterei Engers verwaltet wurde.
Im Zuge der Mitte der 1960er Jahre begonnenen rheinland-pfälzischen Gebiets- und Verwaltungsreform wurde durch das „Achte Landesgesetz über die Verwaltungsvereinfachung im Lande Rheinland-Pfalz“ vom 28. Juli 1970, das am 7. November 1970 in Kraft trat, die Gemeinde Gladbach der neuen Stadt Neuwied zugeordnet. Mit Beschluss des Stadtrats Neuwied vom 22. Januar 1971 wurde Gladbach ein Stadtteil, welcher durch einen Ortsbeirat und einen Ortsvorsteher vertreten wird.

## Politik

### Ortsbeirat
Der Ortsbeirat in Gladbach besteht aus 6 Ratsmitgliedern, die bei der Kommunalwahl am 9. Juni 2024 in einer personalisierten Verhältniswahl gewählt wurden, und dem ehrenamtlichen Ortsvorsteher als Vorsitzendem.
Die Sitzverteilung im Ortsbeirat:
| Wahl | SPD | CDU | FWG | WGG | Gesamt  |
| ---- | --- | --- | --- | --- | ------- |
| 2024 | –   | 4   | 1   | 1   | 6 Sitze |
| 2019 | –   | 3   | 2   | 1   | 6 Sitze |
| 2014 | 1   | 4   | –   | 1   | 6 Sitze |
| 2009 | 2   | 3   | –   | 1   | 6 Sitze |

- FWG = Freie Wählergruppe Gladbach e. V.
- WGG = Wählergruppe Für Glabbach e. V.

### Ortsvorsteher
Guido Hahn (CDU) setzte sich bei der Direktwahl am 9. Juni 2024 mit einem Stimmenanteil von 58,0 % gegen zwei Mitbewerber durch und wurde somit für weitere fünf Jahre in seinem Amt bestätigt.
Ortsvorsteher:
- 2001–2019: Matthias Maxein, CDU (1)
- seit 2019: Guido Hahn, CDU

## Sehenswürdigkeiten
Wülfersberg-Kapelle

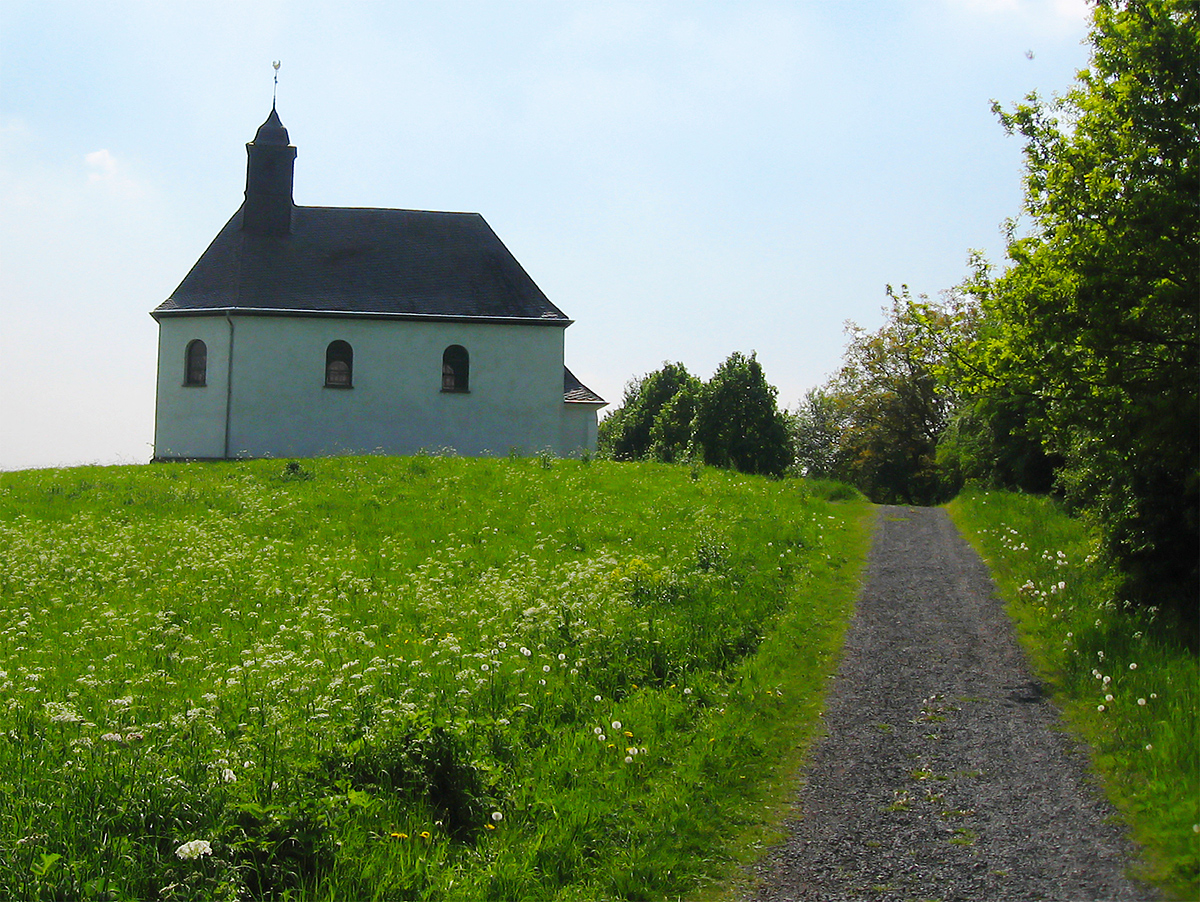
Wülfersbergkapelle

Die Wülfersberg-Kapelle stammt aus der Mitte des 12. Jahrhunderts und war die Klosterkirche des Klosters Wülfersberg, ein Tochterkloster der benachbarten Prämonstratenserabtei Rommersdorf. Die Kapelle ist der einzige erhaltene Teil dieses Klosters.
Pfarrkirche Maria Himmelfahrt
Die Pfarrkirche Maria Himmelfahrt wurde 1914 im nachgotischen Stil, mit einem für das Rheinland ungewöhnlichen Zwiebelturm, erbaut. Sehenswert ist der Seitenaltar aus der vorherigen Kapelle mit einer Madonnenfigur, die aus dem 15. Jahrhundert stammt.

## In Gladbach geboren
- Gertrud Sauerborn (1898–1982), Sozialarbeiterin, im Ort geboren und bestattet
- Josef Wittlich (1903–1982), Maler